# 대한민국 민법 제915조
대한민국 민법 제915조는 부모의 징계권에 대한 민법 친족법 조문이었다. 1958년 2월 22일에 제정되었고 1960년 1월 1일에  시행되었으며 2021년 1월 26일에 폐지되었다.

## 삭제 전 내용
제915조(징계권) 친권자는 그 자를 보호 또는 교양하기 위하여 필요한 징계를 할 수 있고 법원의 허가를 얻어 감화 또는 교정기관에 위탁할 수 있다.

## 연혁
제915조는 1958년에 민법이 제정되었을 때부터 존재했다. 이 조항에서 말하는 '징계'의 범위에 물리적인 체벌이 포함되어 있는 것으로 오용될 수 있다는 우려 때문에 폐지해야 한다는 의견이 오랜 기간 있어왔다. 그러던 2020년, 정인이 사건 등으로 아동학대가 사회적으로 큰 논란이 되자, 2021년 1월 7일, 제915조의 삭제가 담긴 민법 개정안이 국회 법제사법위원회 법안소위를 통과하였고, 다음 날 국회 본회의에서 의결되어 2021년 1월 26일부로 폐지되었다.

## 같이 보기
- 징계
- 친권자
- 감화
- 교정 기관
- 정인이 사건
- 아동학대 예방의 날

## 참고 문헌
이세원, 포용적 복지국가에서의 부모 권리에 대한 고찰: 민법 제915조 징계권 개정 논의를 중심으로, 보건사회연구, Vol.39, No.3, pp.573-601, 2019년 9월 30일.